# Weichenstraße

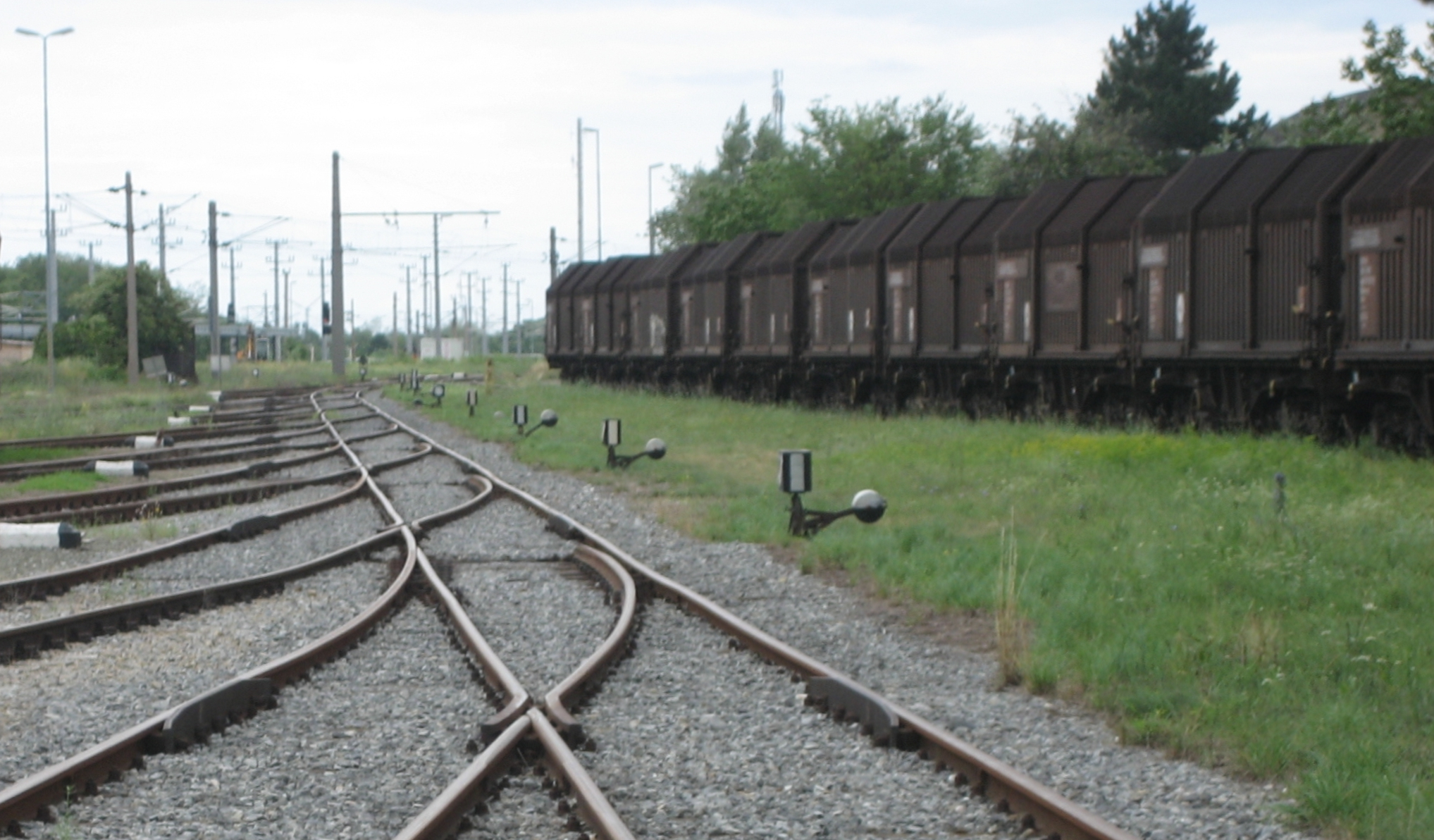
Weichenstraße

Eine Weichenstraße ist im Eisenbahnwesen eine Abfolge von Weichen, die ein Fahrzeug nacheinander durchfahren kann. In einem Gleisfeld, in dem parallele Gleise in regelmäßigen Abständen durch Weichen mit ihren jeweiligen Nachbargleisen verbunden sind, kommen so beispielsweise Weichenstraßen zustande, die diagonal zu den verbundenen Gleisen verlaufen. Eine häufige Anwendung von Weichenstraßen ist die Aufteilung eines Gleises in mehrere in einer Gleisharfe.
Durch die Querrucke beim Durchfahren von Weichenstraßen geraten Schienenfahrzeuge häufig stark ins Schaukeln.